# Retrato del cardenal Pietro Bembo
El Retrato del cardenal Pietro Bembo es un cuadro de Tiziano pintado al óleo sobre lienzo con unas dimensiones de 94,5 x 76,5 cm. Está datado entre los años 1539 - 1540 y actualmente se conserva en la Galería Nacional de Arte de Washington D. C..

## Historia
Se cree que fue el propio cardenal Pietro Bembo quien encargó el cuadro a Tiziano en octubre de 1539, antes de su traslado a Roma desde Venecia, y lo más probable que lo hiciera para conmemorar su nombramiento de cardenal en marzo de ese año. Seguramente sea esta obra la que el cardenal cita en una carta suya de mayo de 1540. Tiziano ya había retratado a Pietro Bembo en la menos otra ocasión.(Retrato de Pietro Bembo anciano)
Cedido a Leone Galli la pintura se encontraba en Roma en 1636 formando parte de la colección del cardenal Antonio Barberini para pasar posteriormente a la del papa Urbano VIII. Permaneció en Roma en colecciones familiares hasta 1890 cuando el marchante de arte Elia Volpi tramitó su adquisición para la galería P & D Colnaghi & Co. Cedido en el 1906 a Charles M. Schwab de New York la obra pasaría a formar parte de la colección Kress nel en 1942 y de aquí a la Galería Nacional de Arte de Washington D. C. en 1952 donde permanece.       

## Descripción y características
El cardenal, en pose oficial y sobre un fondo oscuro, se muestra de medio cuerpo con el torso girado a la derecha y el rostro a la izquierda. Viste el hábito cardenalicio con birreta y muceta púrpura sobre una sotana blanca. El gesto retórico de la mano, con el brazo levantado y el firme rostro de gesto concentrado, como si estuviese debatiendo con alguien, nos dan una idea de la agudeza y elevado intelecto del personaje. 
La frente es elevada, la barba larga y blanca finamente arreglada, la nariz delgada y aguileña, las mejillas hundidas y la boca cerrada. Y sobre todo destacan sus ojos oscuros y alertas que capturan nuestra atención. Pero a pesar de los signos de edad que muestra, en la firmeza de su pose aparenta una edad más joven de la que tenía por aquel entonces, más de setenta años.             
La posición del brazo paralelo al marco y al borde de la muceta confieren volumen a la figura que se erige como un busto escultórico romano o como una obra contemporánea al estilo de Vittoria. 